# Shahr-e Zūr
Shahr-e Zūr (persiska: شَهرِ زور, شهر زور) är en ort i Iran.   Den ligger i provinsen Västazarbaijan, i den nordvästra delen av landet, 500 km väster om huvudstaden Teheran. Shahr-e Zūr ligger 1 450 meter över havet och antalet invånare är 279.
Terrängen runt Shahr-e Zūr är huvudsakligen lite kuperad. Shahr-e Zūr ligger nere i en dal. Runt Shahr-e Zūr är det ganska tätbefolkat, med 60 invånare per kvadratkilometer. Närmaste större samhälle är Qarah Gūyoz, 19,2 km öster om Shahr-e Zūr. Trakten runt Shahr-e Zūr består i huvudsak av gräsmarker.